# Tobias Abstreiter
Tobias Abstreiter (ur. 6 lipca 1970 w Landshut) – niemiecki hokeista grający na pozycji napastnika (centra), reprezentant kraju, olimpijczyk, trener.

## Kariera
Tobias Abstreiter karierę sportową rozpoczął w 1986 roku w EV Landshut, w którym grał do 1993 roku (w sezonie 1987/1988 grał również w drużynie U-20). Następnie został zawodnikiem Hedosu Monachium, z którym w sezonie 1993/1994 (ostatnim sezonie Bundesligi) zdobyli mistrzostwo Niemiec po wygranej rywalizacji w finale 3:0 (4:2, 3:2, 4:1) z byłym klubem, Düsseldorfer EG. Następnie, po utworzeniu ligi DEL został zawodnikiem kontynuatora tradycji monachijskiego klubu, Maddogsu Monachium, jednak w trakcie sezonu 1994/1995 klub zbankrutował, w związku z czym przeszedł do Kölner Haie, z którym zdobył mistrzostwo Niemiec po wygranej rywalizacji w finale 3:2 ze swoim byłym klubem, EV Landshut natomiast w sezonu 1995/1996, po przegranej rywalizacji w finale 3:1 z Düsseldorfer EG zdobył wicemistrzostwo Niemiec. Po sezonie 1996/1997 przeniósł się do występującego w Oberlidze TSV Erding, po czym latem 1998 roku podpisał kontrakt z Kassel Huskies, w którym grał do spadku klubu z ligi DEL w sezonie 2005/2006, po czym przeszedł do beniaminka ligi DEL, Straubing Tigers, w którym po sezonie 2007/2008 zakończył karierę sportową.
Łącznie Bundeslidze/lidze DEL, w fazie zasadniczej rozegrał 861 meczów, w których zdobył 459 punktów (152 gole, 307 asyst) oraz spędził 912 minut na ławce kar, natomiast w fazie play-off rozegrał 112 meczów, w których zdobył 76 punktów (24 gole, 52 asysty) oraz spędził 104 minuty na ławce kar, w Oberlidze, w fazie zasadniczej rozegrał 56 meczów, w których zdobył 65 punktów (27 goli, 38 asyst) oraz spędził 81 minuty na ławce kar.

## Kariera reprezentacyjna
Tobias Abstreiter w 1986 roku rozegrał 2 mecze w reprezentacji RFN U-17, w latach 1987–1988 w reprezentacji RFN U-18 dwukrotnie uczestniczył w mistrzostwach Europy U-18 (1987 – spadek do Grupy B, 1988 – awans do Grupy A), na których łącznie rozegrał 14 meczów, w których zdobył 8 punktów (4 gole, 4 asysty) oraz spędził 10 minut na ławce kar, natomiast w latach 1987–1990 w reprezentacji RFN U-20 trzykrotnie uczestniczył w mistrzostwach świata juniorów (1988, 1989 – spadek do Grupy B, 1990 – awans do Grupy A), na których łącznie rozegrał 21 meczów, w których zdobył 6 punktów (2 gole, 4 asysty) oraz spędził 18 minut na ławce kar.
Tobias Abstreiter w latach 1990–2004 w seniorskiej reprezentacji RFN/Niemiec rozegrał 120 meczów, w których zdobył 43 punkty (10 goli, 33 asysty) oraz spędził 62 minuty na ławce kar. Uczestniczył w turnieju olimpijskim 2002 w Salt Lake City, w którym drużyna Noszących Orła dotarła do ćwierćfinału, w którym 20 lutego 2002 roku na E Center w West Valley City przegrała 5:0 z późniejszym wicemistrzem olimpijskim, reprezentacją Stanów Zjednoczonych, natomiast Abstreiter rozegrał 7 meczów, w których zaliczył 2 punkty (2 asysty).
Ponadto 6-krotnie uczestniczył w mistrzostwach świata (1994, 1999, 2000 – awans do Grupy A, 2001, 2002, 2003, 2004).
Uczestniczył także w Pucharze Świata 2004 (drużyna Noszących Orła dotarła do ćwierćfinału, w którym 6 września 2004 roku na Hartwall Areena w Helsinkach przegrała 1:2 z późniejszym finalistą turnieju, reprezentacją Finlandii, natomiast Abstreiter rozegrał 4 mecze, w których spędził 2 minuty na ławce kar), pięciokrotnie w Deutschland Cup (1992 – 2. miejsce, 1993, 2000 – 3. miejsce, 2002 – 2. miejsce, 2003), igrzyskach dobrej woli 1990 w Seattle (drużyna Noszących Orła zajęła 7. miejsce, natomiast Abstreiter rozegrał 5 meczów, w których zdobył 1 punkt (1 gol)) oraz w Turnieju Izwiestii 1992 w Moskwie, Nissan Cup 1994 w Niemczech oraz w Skoda Cup (2003, 2004).

## Kariera trenerska
Tobias Abstreiter po zakończeniu kariery sportowej rozpoczął karierę trenerską. W latach 2008–2009 był menedżerem w ERC Ingolstadt, a w latach 2009–2011 był trenerem Landshut Cannibals. Następnie był ekspertem w programie pt. Servus Hockey Night na stacji ServusTV, po czym na początku sezonu 2014/2015 dostał zatrudnienie w Düsseldorfer EG, w którym w latach 2014–2017 był asystentem trenera Christofa Kreutzera, a w sezonie 2017/2018 był asystentem trenera Mike'a Pellegrimsa, którego 27 stycznia 2018 roku zastąpił na stanowisku trenera klubu, którym był do końca sezonu 2017/2018, po czym w sezonie 2018/2019 był asystentem trenera Harolda Kreisa. W międzyczasie w latach 2015–2019 był asystentem, najpierw trenera Marco Sturma w latach 2015–2018, potem w latach 2018–2019 trenera Toniego Söderholma w reprezentacji Niemiec.
Następnie trenował w latach 2019–2020 reprezentację Niemiec U-19, w 2019 roku został trenerem reprezentacji Niemiec U-20, w 2020 roku został asystentem trenera Steffena Ziesche, a po jego odejściu w 2021 roku Alexandra Dücka w reprezentacji Niemiec U-18. W 2020 roku prowadził reprezentację Niemiec B, zwaną również jako Top Team Peking podczas Deutschland Cup 2020 w König Palast w Krefeld, na którym jego drużyna zajęła ostatnie, 3. miejsce, tuż za reprezentacją Niemiec oraz reprezentacją Łotwy. W 2021 roku ponownie został asystentem trenera Toniego Söderholma w reprezentacji Niemiec.

## Statystyki

### Klubowe
| 1986/1987         | EV Landshut       | 1.GBun            | 14  | 0   | 0   | 0   | 0   | —   | —  | —  | —  | —   |
| 1987/1988         | EV Landshut       | 1.GBun            | 18  | 0   | 0   | 0   | 0   | —   | —  | —  | —  | —   |
| 1987/1988         | EV Landshut U-20  | 1.GJBun           | —   | —   | —   | —   | —   | —   | —  | —  | —  | —   |
| 1988/1989         | EV Landshut       | 1.GBun            | 19  | 3   | 3   | 6   | 6   | 3   | 0  | 0  | 0  | 0   |
| 1989/1990         | EV Landshut       | 1.GBun            | 36  | 6   | 11  | 17  | 16  | 18  | 6  | 14 | 20 | 12  |
| 1990/1991         | EV Landshut       | 1.GBun            | 42  | 11  | 20  | 31  | 30  | 5   | 2  | 2  | 4  | 2   |
| 1991/1992         | EV Landshut       | 1.GBun            | 43  | 9   | 17  | 26  | 74  | 9   | 5  | 3  | 8  | 6   |
| 1992/1993         | EV Landshut       | 1.GBun            | 44  | 9   | 26  | 35  | 37  | 6   | 0  | 2  | 2  | 10  |
| 1993/1994         | Hedos Monachium   | 1.GBun            | 42  | 5   | 12  | 17  | 51  | 10  | 1  | 4  | 5  | 0   |
| 1994/1995         | Maddogs Monachium | DEL               | 27  | 5   | 16  | 21  | 18  | —   | —  | —  | —  | —   |
| 1994/1995         | Kölner Haie       | DEL               | 15  | 4   | 3   | 7   | 4   | 18  | 2  | 9  | 11 | 22  |
| 1995/1996         | Kölner Haie       | DEL               | 46  | 15  | 15  | 30  | 56  | 14  | 3  | 8  | 11 | 12  |
| 1996/1997         | Kölner Haie       | DEL               | 49  | 10  | 12  | 22  | 36  | 4   | 0  | 0  | 0  | 4   |
| 1997/1998         | TSV 1862 Erding   | OL                | 56  | 27  | 38  | 65  | 81  | —   | —  | —  | —  | —   |
| 1998/1999         | Kassel Huskies    | DEL               | 43  | 7   | 11  | 18  | 90  | —   | —  | —  | —  | —   |
| 1999/2000         | Kassel Huskies    | DEL               | 54  | 7   | 29  | 36  | 42  | 8   | 1  | 2  | 3  | 6   |
| 2000/2001         | Kassel Huskies    | DEL               | 53  | 10  | 21  | 31  | 87  | 8   | 2  | 4  | 6  | 4   |
| 2001/2002         | Kassel Huskies    | DEL               | 58  | 15  | 26  | 41  | 48  | 7   | 2  | 4  | 6  | 22  |
| 2002/2003         | Kassel Huskies    | DEL               | 48  | 5   | 17  | 22  | 64  | 2   | 0  | 0  | 0  | 4   |
| 2003/2004         | Kassel Huskies    | DEL               | 50  | 6   | 22  | 28  | 48  | —   | —  | —  | —  | —   |
| 2004/2005         | Kassel Huskies    | DEL               | 47  | 6   | 13  | 19  | 54  | —   | —  | —  | —  | —   |
| 2005/2006         | Kassel Huskies    | DEL               | 47  | 9   | 17  | 26  | 60  | —   | —  | —  | —  | —   |
| 2006/2007         | Straubing Tigers  | DEL               | 12  | 3   | 3   | 6   | 33  | —   | —  | —  | —  | —   |
| 2007/2008         | Straubing Tigers  | DEL               | 54  | 7   | 13  | 20  | 58  | —   | —  | —  | —  | —   |
| 1.GBun/DEL Ogółem | 1.GBun/DEL Ogółem | 1.GBun/DEL Ogółem | 861 | 152 | 307 | 459 | 912 | 112 | 24 | 52 | 76 | 104 |
| OL Ogółem         | OL Ogółem         | OL Ogółem         | 56  | 27  | 38  | 65  | 81  | —   | —  | —  | —  | —   |

### Reprezentacyjne
| Rok                | Drużyna            | Turniej            | Miejsce            |    | M | G  | A  | Pkt | Min |
| ------------------ | ------------------ | ------------------ | ------------------ | -- | - | -- | -- | --- | --- |
| 1987               | RFN U-18           | MEJ                | 8                  | 7  | 2 | 0  | 2  | 10  |     |
| 1988               | RFN U-20           | MŚJ                | 7                  | 7  | 0 | 2  | 2  | 0   |     |
| 1988               | RFN U-18           | MEJ-B              |                    | 5  | 2 | 4  | 6  | 0   |     |
| 1989               | RFN U-20           | MŚJ                | 8                  | 7  | 1 | 1  | 2  | 9   |     |
| 1990               | RFN U-20           | MŚJ-B              |                    | 7  | 1 | 1  | 2  | 9   |     |
| 1990               | RFN                | IDD                | 7                  | 5  | 1 | 0  | 1  | 0   |     |
| 1992               | Niemcy             | DC                 |                    | 3  | 0 | 0  | 0  | 2   |     |
| 1992               | Niemcy             | TI                 | 7                  | 4  | 0 | 0  | 0  | 4   |     |
| 1993               | Niemcy             | DC                 | 4                  | 3  | 0 | 0  | 0  | 6   |     |
| 1994               | Niemcy             | NC                 |                    | 2  | 0 | 4  | 4  | 0   |     |
| 1994               | Niemcy             | MŚ                 | 9                  | 5  | 0 | 0  | 0  | 2   |     |
| 1999               | Niemcy             | Kw. MŚ             | —                  | 3  | 0 | 0  | 0  | 0   |     |
| 2000               | Niemcy             | Kw. IO             |                    | 3  | 2 | 2  | 4  | 0   |     |
| 2000               | Niemcy             | MŚ-B               |                    | 7  | 1 | 6  | 7  | 10  |     |
| 2000               | Niemcy             | DC                 |                    | 2  | 1 | 0  | 1  | 0   |     |
| 2001               | Niemcy             | MŚ                 | 8                  | 7  | 0 | 2  | 2  | 6   |     |
| 2002               | Niemcy             | IO                 | 8                  | 7  | 0 | 2  | 2  | 0   |     |
| 2002               | Niemcy             | MŚ                 | 8                  | 3  | 0 | 2  | 2  | 2   |     |
| 2002               | Niemcy             | DC                 |                    | 3  | 1 | 0  | 1  | 4   |     |
| 2003               | Niemcy             | SC                 |                    | 3  | 1 | 2  | 3  | 4   |     |
| 2003               | Niemcy             | MŚ                 | 6                  | 7  | 1 | 1  | 2  | 2   |     |
| 2003               | Niemcy             | DC                 | 5                  | 3  | 0 | 0  | 0  | 2   |     |
| 2004               | Niemcy             | SC                 | 4                  | 2  | 0 | 0  | 0  | 0   |     |
| 2004               | Niemcy             | MŚ                 | 9                  | 6  | 0 | 2  | 2  | 6   |     |
| 2004               | Niemcy             | PŚ                 | 8                  | 4  | 0 | 0  | 0  | 2   |     |
| Ogółem jako junior | Ogółem jako junior | Ogółem jako junior | Ogółem jako junior | 33 | 6 | 8  | 14 | 28  |     |
| Ogółem jako senior | Ogółem jako senior | Ogółem jako senior | Ogółem jako senior | 82 | 8 | 23 | 31 | 52  |     |

## Sukcesy

### Zawodnicze
Hedos Monachium
- Mistrzostwo Niemiec: 1993/1994

Kölner Haie
- Mistrzostwo Niemiec: 1995
- Wicemistrzostwo Niemiec: 1996

Reprezentacyjne
- Awans do mistrzostw świata Elity: 2000
- 2. miejsce w Deutschland Cup: 1992, 2002
- 3. miejsce w Deutschland Cup: 2000
- 3. miejsce w Nissan Cup: 1994
- 2. miejsce w Skoda Cup: 2003
- Awans do Grupy A mistrzostw Europy U-18: 1988

### Indywidualne
- Członek Galerii Sław Niemieckiego Hokeja na Lodzie: 2018[4]

## Życie prywatne
Brat Tobiasa Abstreitera, Peter (ur. 1980) oraz syn Leon (ur. 1997) również są hokeistami.